# Gaston Blanquart
Gaston Blanquart   (Raismes, 2 de juny de 1877 - Clichy, 1 de desembre de 1962) va ser un flautista clàssic francès i també pedagog de música.

## Biografia
Procedent d'una família modesta, Gaston Blanquart va començar a estudiar la flauta travessera a l'"École nationale de Valenciennes". El 1894 va accedir el concurs d'entrada al Conservatori de París. El seu professor Paul Taffanel el considerava un alumne model. El 28 de juliol de 1898 va passar per un jurat presidit per Théodore Dubois, entre els quals hi havia Gabriel Fauré, Gabriel Pierné i Charles-Marie Widor; després va guanyar el Primer Premi amb la famosa Fantaisie (Op. 79) de Fauré composta per a l'ocasió.
El 1900 va ser contractat per Édouard Colonne com a quarta flauta, i el 1905 es va convertir en flauta solista dels Concerts Colonne, va ocupar aquest càrrec durant 35 anys. Les creacions en què va participar Gaston Blanquart són nombroses i de primera importància: Maurice Ravel: Une barque sur l'océan (1907) i The Rhapsodie espagnole (1908), Claude Debussy: Danses for harp (1904), Vincent d'Indy: Jour d'été à la montagne (1906) etc. Els més grans solistes van actuar amb l'orquestra: Raúl Pugno, Pablo de Sarasate, Alfred Cortot, Pablo Casals, Jacques Thibaud. Els directors ocasionals van ser Arthur Nikisch, Richard Strauss, Claude Debussy, Gustav Mahler que va dirigir la seva segona simfonia el 1910.
Molt regularment Gaston Blanquart va actuar com a solista. Va conèixer un gran èxit al Prélude à l'après-midi d'un faune de Claude Debussy.
Es va casar el 1900 amb la violoncel·lista Fernande Dauphin. La parella va tenir dos fills: Edmond i Marcelle futur arpista, solista dels Concerts Poulet i Concerts Colonne però també futura mare d'Arlette Sweetman. Amic de molts grans solistes i compositors (sabem que Camille Saint-Saëns l'apreciava molt i que era el flautista favorit de Maurice Ravel) tocava molt sovint amb companys com Nadia Boulanger, Pablo Casals, Georges Enesco, Lily Laskine, Jacques Thibaud entre molts altres.
Gran amic de Pierre Monteux, aquest el va contractar a l'orquestra dels Ballets Russos que va dirigir. Va participar en diverses estrenes molt importants d'Ígor Stravinski: Petrushka el juny de 1911 al Châtelet, i Le Rossignol el maig de 1914 i La consagració de la primavera al "Théâtre des Champs-Élysées" el 29 de maig de 1913. Va ser l'ocasió d'un dels més enormes events de tots els temps, però també un xoc cultural que havia de transformar radicalment la visió del futur dels intel·lectuals i els artistes. Feia temps que somiava formar part de l'Opéra Orchestra, on fou nomenat el 1923.
El desembre de 1927, va participar en la "Salle Pleyel" a l'única representació de Pierrot Lunaire d'Arnold Schönberg dirigida a França pel compositor. Gaston Blanquart tenia una passió per la pedagogia i va tenir molts alumnes al llarg de la seva vida, tant en privat com a l'escola Cantorum de París i a l'Institut Berlioz. Va donar la benvinguda a molts aficionats, inclosos els professors Alexandre Minkowski i Louis Leprince-Ringuet. L'ambient era molt especial al carrer de Miromesnil: Pare, mare i filla donaven les tres lliçons durant tot el dia.
En el moment de la jubilació, l'últim programa en què va participar Gaston Blanquart va ser el Faust de Charles Gounod, on el paper de Marguerite va estar a càrrec d'una jove debutant de vint-i-cinc anys: Victòria dels Àngels. El novembre de 1953 fou ascendit al rang de cavaller de la legió d'honor. Maurice Lehmann, director de lÒpera, li va lliurar la seva Creu.

Durant tota la seva vida ajudaria els més fràgils. Durant la Primera Guerra Mundial va ser fet presoner al començament de les hostilitats i va ser internat al camp de Minden a Westfàlia. Va passar quatre anys amb dotze mil presoners més i els va mostrar un altruisme poc habitual en aquestes circumstàncies.
| « | <"Semblava que Gaston Blanquart imposés a tots el seu art, el seu reflex tranquil i també una mena de bondat que emanava de la seva personalitat. Malauradament, no hi havia molts homes com ell"> | » |

, va escriure Maurice Carton, un dels seus companys a captivitat.
Blanquart va estar molt involucrat en la vida associativa i l'acció social, va ajudar tant els músics joves com els grans. El novembre de 1962 va patir un malestar, va oscil·lar diversos dies entre la vida i la mort. Va morir mentre dormia l'1 de desembre de 1962.